# Хозай Ахмадзай
Хосай Ахмадзай — афганская ведущая новостей. К тому времени, как талибы после падения Кабула в 2021 году захватили Афганистан, она была одной из двух женщин-ведущих новостей в стране. Ахмадзай вошла в список Би-би-си 100 женщин 2023 года.

## Биография
У Ахмадзай юридическое и политологическое образование, она работает в СМИ с 2016 года и уделяет особое внимание женскому образованию, которое Талибан серьёзно ограничил. Будучи одной из немногих афганистанских женщин-ведущих новостей, Ахмадзай продолжала вести вещание, когда в августе 2021 года к власти в стране пришли талибы. Несмотря на опасения по поводу её безопасности и общественное неприятие женщин в СМИ, она продолжила свою работу на Shamshad TV. С тех пор Ахмадзай общалась с рядом представителей Талибана, но круг вопросов, которые она может им задать, ограничен. В знак признания её храбрости она в ноябре 2023 года была включена в список 100 женщин Би-би-си.